# Francis Hallé
Francis Hallé (15 de abril de 1938) es un botánico y biólogo francés, especialista en bosques tropicales y arquitectura de los árboles. Es conocido por la primera expedición "Radeau des cimes" ("Navigating the peaks"), que inició con un globo aerostato en 1986. Es Profesor Emérito de la Universidad de Montpellier.
En 2010, junto a Luc Jacquet rodó el proyecto Wild-Touch, La Forêt des pluies, un documental sobre bosques primarios.